# كريل اجتماعي
كريل اجتماعي أو إيفوزي اجتماعي (الاسم العلمي:Thysanoessa gregaria) هو نوع من الحيوانات البحرية يتبع جنس إيفوزي مهدب من فصيلة الإيفوزية.